# Francisco de Borbón y Escasany
Pour les articles homonymes, voir François de Paule de Bourbon et François de Bourbon.
de Borbón y Escasany est un nom espagnol. Le premier nom de famille, en général paternel, est de Borbón ; le second, en général maternel, souvent omis, est Escasany.

Armes de Francisco de Borbón y Escasany, duc de Séville

Armes de Francisco de Borbón y Escasany en tant que grand maître de « l’ordre de Saint-Lazare » : écartelé de Saint-Lazare et d’Anjou (2004-2008)

Francisco de Paula de Borbón y Escasany, cinquième duc de Séville, est né à Madrid le 16 novembre 1943 et mort à Madrid le 20 mai 2025. Apparenté à la famille royale d’Espagne, il exerçait la profession de banquier. 
En ligne purement masculine, il est  parent  au 10e degré avec le roi émérite Juan Carlos Ier d’Espagne (5 + 5 degrés).
Il est grand d’Espagne.
Il était, jusqu'au moment de sa mort, considéré par les légitimistes français comme sixième dans l’ordre de succession au trône de France, après le roi Felipe VI.
Il est l'un des grands maîtres de l’ordre militaire et hospitalier de Saint-Lazare de 1996 à 2008.

## Vie familiale
Fils aîné du prince François de Paule de Bourbon, et de sa première épouse la princesse Henriette de Bourbon, née doña Enriqueta Escasany y Miquel.
Il a épousé :
1) le 7 juillet 1973 à Baden-Baden, la comtesse Beatrice von Hardenberg (28 juin 1947 - 14 mars 2020), duchesse de Séville, fille du comte Günther von Hardenberg et de la princesse Maria Josepha de Fürstenberg. Mariage dissous par divorce en 1989. Dont 3 enfants :
1. Olivia de Borbón y von Hardenberg (née à Londres le 6 avril 1974), mariée le 4 octobre 2014 avec Julián Porras-Figueroa y Toledano (2 enfants)
2. Cristina de Borbón y von Hardenberg (née à Madrid 2 septembre 1975 et y décédée le 13 février 2020 à l'hôpital Puerta de Hierro[3])
3. Francisco de Paula de Borbón y von Hardenberg (né à Madrid le 21 janvier 1979), marié le 9 octobre 2021 avec Sophie Karoly (d'où un fils, Francisco Máximo de Borbón y Karoly, né en 2017)[4].

2) civilement le 19 octobre 1991 à Vienne, Isabel Eugenia Karanitsch (née le 23 novembre 1959) ; divorce en 1994 ;
3) civilement le 2 septembre 2000 à Malaga, María de los Ángeles de Vargas-Zúñiga y Juanes (née le 19 novembre 1958).

## Sources
- (es) Jorge Valverde Fraikin, Titulos nobiliarios andaluces : genealogia y toponimia, Granada, Editorial Andalucia, 1991, 615 pages, 36 cm,  (ISBN 84-7755-033-6), page 481 : « Duque de Sevilla ».